# Waterschimmels
Waterschimmels, Oomycota, Oomycetes of Peronosporomycetes vormen een aparte fylogenetische lijn van uiterlijk op schimmels gelijkende micro-organismen (protisten: eukaryotische organismen die niet ondergebracht kunnen worden binnen de Animalia, Fungi of Plantae). In tegenstelling tot wat de naam suggereert, zijn het geen schimmels en zijn ze er ook niet aan verwant.
Waterschimmels vormen schimmeldraden en planten zich zowel seksueel als ongeslachtelijk voort. Het kunnen saprofyten of ziekteverwekkers zijn. Een belangrijke door waterschimmels veroorzaakte plantenziekte is de aardappelziekte door Phytophthora infestans.

## Morfologie
Waterschimmels hebben meestal geen gesepteerde schimmeldraden. Soms komen septen (tussenschotjes) voor aan de basis van een sporangium of in oudere gedeelten van de schimmeldraden.

## Taxonomie
De waterschimmels bestaan uit zes orden.
- de Lagenidiales hebben de primitiefste vorm; enkele vormen schimmeldraden, anderen zijn eencellig; meestal zijn het parasieten.
- de Leptomitales hebben een verdikte celwand, wat op septatie lijkt. De celwanden bevatten chitine. meestal planten ze zich ongeslachtelijk voort.
- de Rhipidiales vormen rizoïden waarmee ze zich vastzetten.
- de Saprolegniales komen het meest verbreid voor, hebben geen celwand en vertakken zich sterk. Velen breken organisch materiaal af, maar er zijn ook parasieten.
- de Peronosporales zijn hoofdzakelijk saprofytisch of parasitisch op planten en hebben een ongesepteerde, vertakte vorm. Vele van de ergste ziekteverwekkers bij planten behoren tot deze orde.
- de Albuginales worden door sommige auteurs tot de familie Albuginaceae gerekend, ondanks dat ze fylogenetisch onderscheidbaar zijn van deze orde.

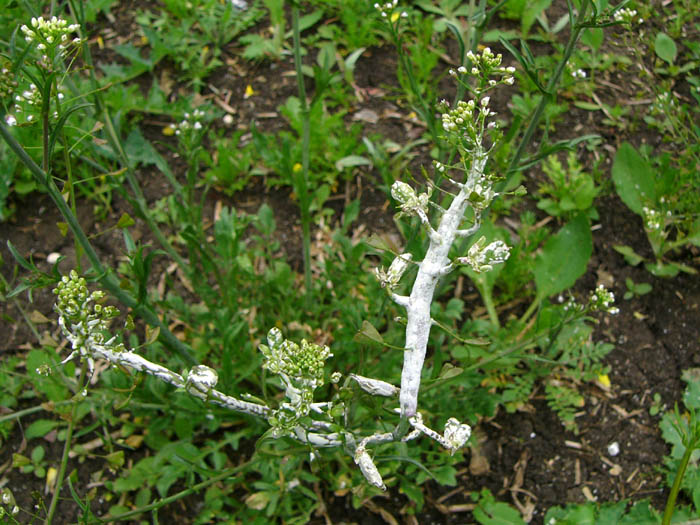
Witte roest (Albugo candida) op herderstasje

| Linnaeus 1735    | Haeckel 1866 | Chatton 1925 | Copeland 1938 | Whittaker 1969 | Woese e.a. 1990 | Cavalier-Smith 1998 |
| ---------------- | ------------ | ------------ | ------------- | -------------- | --------------- | ------------------- |
| 2 rijken         | 3 rijken     | 2 rijken     | 4 rijken      | 5 rijken       | 3 domeinen      | 6/7 rijken          |
| (niet behandeld) | Protista     | Prokaryota   | Monera        | Monera         | Bacteria        | Bacteria            |
| (niet behandeld) | Protista     | Prokaryota   | Monera        | Monera         | Archaea         | Archaea             |
| (niet behandeld) | Protista     | Eukaryota    | Protoctista   | Protista       | Eucarya         | "Protozoa"          |
| (niet behandeld) | Protista     | Eukaryota    | Protoctista   | Protista       | Eucarya         | "Chromista"         |
| Vegetabilia      | Plantae      | Eukaryota    | Plantae       | Plantae        | Eucarya         | Plantae             |
| Vegetabilia      | Plantae      | Eukaryota    | Plantae       | Fungi          | Eucarya         | Fungi               |
| Animalia         | Animalia     | Eukaryota    | Animalia      | Animalia       | Eucarya         | Animalia            |